# Dimna zavjesa
Dimna zavjesa je kombinacija umjetne magle i dima koja se odavna upotrebljavala u ratovanju. Za Prvog svjetskog rata njihova uporaba bila je vrlo razvijena, pa je napredovala i tehnika zamagljivanja. U Drugom svjetskom ratu primjena umjetne magle imala je važnu ulogu u mnogim operacijama (desanti u sjevernoj Africi, na Siciliji, u Normandiji i na japanskim otocima). Umjetna magla koloidna je disperzija sitnih kapljica u zraku proizvedena radi prikrivanja vojnih položaja, trupa, brodova, strateški važnih građevina te njihove zaštite od neprijateljskog izviđanja i napada, ili radi otežavanja pokreta neprijateljskih trupa smanjenjem vidljivosti. U istu se svrhu upotrebljava i umjetni dim, to jest koloidna disperzija čvrstih čestica u zraku.
Umjetna magla i dim proizvode se raspršivanjem kapljevine, izazivanjem kondenzacije u zraku ili pak reakcijama kojima iz plinovitih tvari nastaju kapljevite ili čvrste tvari u obliku sitnih kapljica ili čestica. Tako na primjer magla, odnosno dim nastaju ulijevanjem klorsulfonske ili dimeće sumporne kiseline u živo vapno, izgaranjem fosfora, stvaranjem salmijaka od amonijaka i klorovodika, reakcijom silicijeva tetraklorida, raspršenog u zraku, s vlagom, izgaranjem nafte ili njezinim raspršivanjem pregrijanom parom. Bijeli dim, proizveden raspršivanjem titanijeva klorida (koji reakcijom s vlagom iz zraka stvara čvrsti titanijev dioksid i klorovodik), upotrebljava se za "pisanje po nebu" u reklamne svrhe.